# 旭川東郵便局
旭川東郵便局（あさひかわひがしゆうびんきょく）は、北海道旭川市にある郵便局で、北海道内の郵便局では最も敷地面積が広い。なお、民営化前の分類では集配普通郵便局であった。

## 所在地
〒078-8799 北海道旭川市東旭川町共栄98-4

## 沿革
- 1977年（昭和52年）2月28日 - 旭川東郵便局として、旭川市豊岡1条四丁目に開局。同時に東旭川郵便局から集配業務を移管[1]。
- 1998年（平成10年）9月1日 - 外国通貨の両替および旅行小切手の売買に関する業務取扱を開始。
- 2002年（平成14年）
  - 7月1日 - 後日予定されていた旭川中央郵便局（〒070-8799）からの地域区分局業務の移管（後述）を前提に、旭川空港から交通の利便が良い現在地（東旭川町共栄）に移転[2]。旧局舎は宮脇書店などの店舗に転用された。
  - 7月29日 - 旭川中央郵便局（〒070-8799）から07・09地域区分局の業務が移管。
- 2005年（平成17年）10月1日 - 浜益郡浜益村の石狩市への合併（合併後は石狩市浜益区）に伴い、雄冬地区（〒077-0351）を除く旧・浜益村村域（〒073-14xx→〒061-31xx）の地域区分局の業務を札幌中央郵便局へ移管。
- 2007年（平成19年）
  - 3月19日 - 西神楽郵便局（〒071-0199→〒071-0173）、東神楽郵便局（〒071-1599→〒071-1501）、東川郵便局（〒071-1499→〒071-1424）、豊田郵便局（〒078-1299→〒078-1272）、朗根内郵便局（〒071-0399→〒071-0352）から集配業務を移管[3][4]。
  - 6月11日 - 沙流郡日高町のうち、かつての旧・日高町であった区域（〒079-23xx→〒055-23xx）の地域区分局の業務を苫小牧郵便局へ移管。
  - 10月1日 - 民営化に伴い、併設された郵便事業旭川東支店に一部業務を移管。
- 2012年（平成24年）10月1日 - 日本郵便株式会社の発足に伴い、郵便事業旭川東支店を旭川東郵便局に改編統合。
- 2023年（令和5年）7月5日 - 独立設置していたゆうゆう窓口のカウンターを閉鎖。翌日以降は局舎内郵便窓口をゆうゆう窓口の代替扱いに変更。

## 取扱内容
- 郵便、印紙、ゆうパック、チルドゆうパック、内容証明
- 貯金、為替、公共料金、振替、国際送金、外貨両替/トラベラーズチェック、国債、投資信託
- 生命保険、バイク自賠責保険、自動車保険、がん保険、引受条件緩和型医療保険、変額年金保険
- 地方公共団体事務（旭川市高齢者バス料金、旭川市助成乗車証・旭川市バス割引乗車証の交付）
- ゆうちょ銀行ATM
- 郵便番号の上2桁が07・09（09については一部例外あり）の区域（概ね、北海道上川総合振興局・留萌振興局・宗谷総合振興局・オホーツク総合振興局各管内の全域、空知総合振興局管内の美唄市以北の地域および岩見沢市大願町・峰延町・岡山町、石狩市浜益区雄冬）の郵便物を配達局ごとに区分する業務（地域区分局）
- 旭川市内の一部地域(郵便番号078-82xx、078-83xx、071-02xx、078-12xx)、東川町（同071-04xx）、東神楽町（同071-05xx）、美瑛町（忠別地区のみ、同071-1474）の集配業務
- ゆうゆう窓口
  - 前述「沿革」項のとおり、独立した形での窓口は2023年（令和5年）7月5日をもって閉鎖されたが、代替として局舎内郵便窓口の営業時間・営業日を従来のゆうゆう窓口の営業時間に合わせて拡大・延長することで対応している。ただし、郵便窓口としての営業時間外は一般のゆうゆう窓口同様、くじ付郵便はがき・切手（お年玉付郵便はがき・年賀切手やかもめ〜る）の景品交換、はがき・切手の書損交換などは取り扱わない。
  - 地域区分局でもあることから以前は曜日にかかわらず24時間体制で窓口を開設していたが、新型コロナウイルス感染症以降は深夜・早朝は窓口を閉鎖し、7時～21時（土日・休日は18時）までの開設となっている。

## 周辺
- 旭川龍谷高等学校（2022年（令和4年）8月、2018年（平成30年）3月に廃校となった北海道旭川東栄高等学校校舎跡に移転した）

## アクセス
- 旭川電気軌道バス（18・60・62・67・76・176・93・94・97・98系統） 東郵便局前（旧・4号線）停留所下車
- 旭川電気軌道バス（1・2・10・11・19・33・52・522・66・74・80・81・83・84系統） 共栄バスセンター停留所下車
  - ※上記「東郵便局前」停留所から停留所1区間分の距離があるが、こちらでもアクセス可能。
- 道央自動車道 旭川鷹栖ICから南東へ、または旭川北ICから南へそれぞれ約12km
- 駐車場あり：28台